# Jacques Cheminade

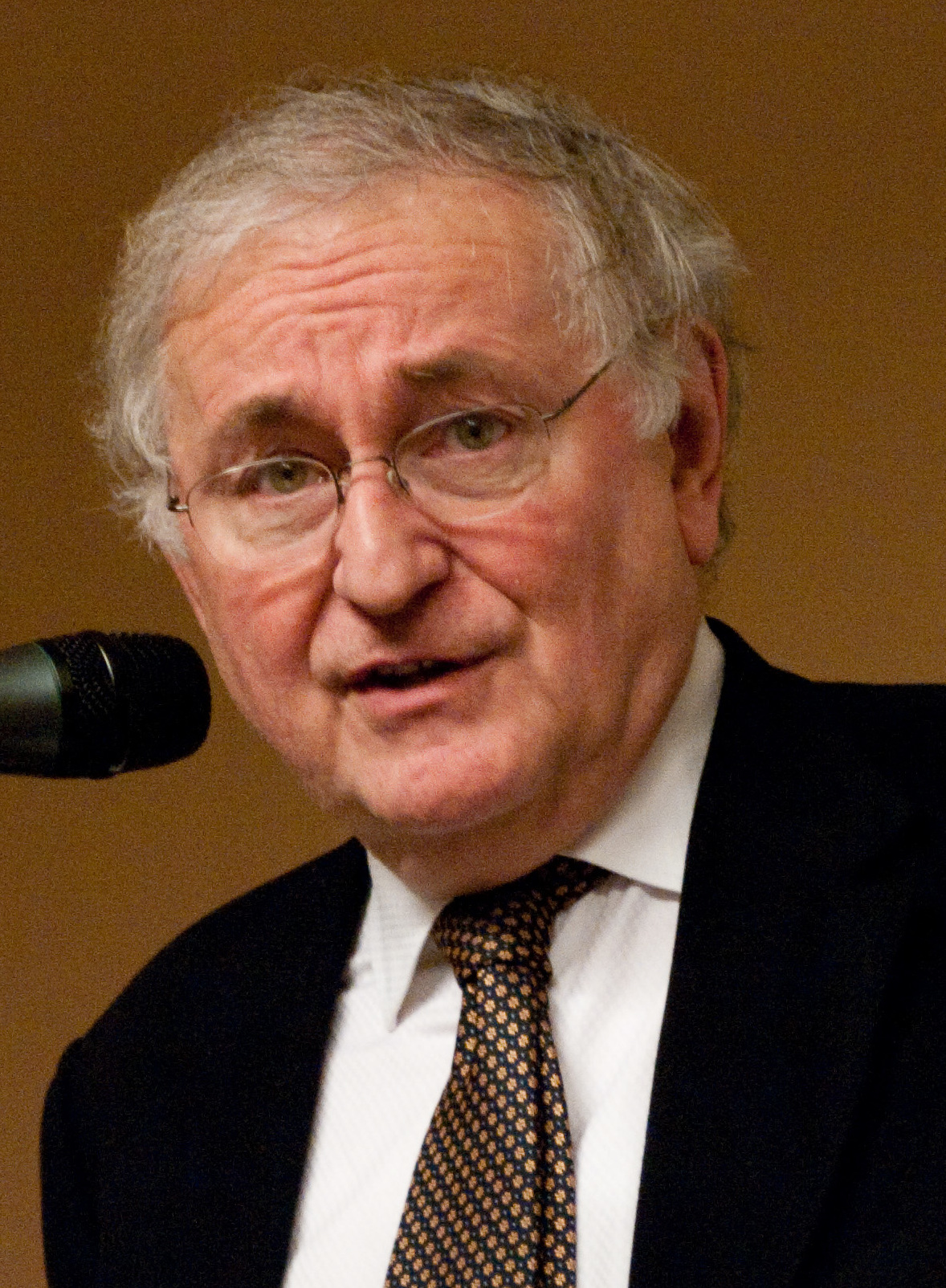
Cheminade in Parijs in oktober 2009

Jacques Guy Cheminade (Buenos Aires, 20 augustus 1941) is een Frans-Argentijns politicus en oud-diplomaat. Hij stelde zich kandidaat bij de Franse presidentsverkiezingen 1995 (voor de Fédération pour une nouvelle solidarité, FNS), 2012 en 2017 (tweemal voor Solidarité et Progrès, SP). Cheminade plaatste zich driemal laatst van alle kandidaten. Sinds 29 februari 1996 is hij partijleider van Solidarité et Progrès.
Cheminade studeerde aan de École des hautes études commerciales de Paris (HEC) en École nationale d'administration (ENA). Tijdens zijn tijd als attaché commercial op de Franse ambassade in Washington D.C. (1972-1977) ontmoete hij Lyndon LaRouche, die zijn politieke ideeën zou beïnvloeden. Cheminade werd dan in de gaten gehouden door het Amerikaanse FBI.